# Grand Prix d'Allemagne (course hippique)
Pour les articles homonymes, voir Grand Prix d'Allemagne.
Le Grand Prix d'Allemagne (en allemand Großer Preis von Deutschland) est une course hippique de trot attelé se déroulant au mois d'octobre sur l'hippodrome de Hambourg (Allemagne).
C'était une course de Groupe 1 jusqu'en 2019, après quoi elle est rétrogradée au rang de groupe 3. En 2024, elle est dédoublée en une épreuve pour mâles et une autre pour femelles, chacune étant dotée de 50 000 € et classée Groupe 2.
Antérieurement courue sur l'hippodrome de Gelsenkirchen sur la distance de 2 000 mètres, elle est disputée depuis 2011 à Hambourg, d'abord sur 2 720 mètres de 2012 à 2014, puis sur 1 680 mètres en 2015 et 2016, départ à l'autostart. Depuis 2017,  la distance est rallongée à 2 200 mètres.

## Palmarès depuis 1993
| Année                         | Vainqueur                        | Pays             | Père                  | Driver                            | Entraîneur                         | Distance | Réd.km        |
| ----------------------------- | -------------------------------- | ---------------- | --------------------- | --------------------------------- | ---------------------------------- | -------- | ------------- |
| 2024                          | (m) Global Dubhe (f) Karaboudjan | Suède États-Unis | Brillantissime Walner | Peter Untersteiner Stefan Persson | Johan Untersteiner Adrian Kolgjini | 2 200 m  | 1'12"3 1'13"2 |
| 2023                          | Global Dubhe                     | Suède            | Brillantissime        | Johan Untersteiner                | Johan Untersteiner                 | 2 200 m  | 1'12"9        |
| 2022                          | Indy Rock                        | Suède            | Readly Express        | Jörgen Sjunnesson                 | Johan Untersteiner                 | 2 200 m  | 1'12"3        |
| 2021                          | Toto Barosso                     | Allemagne        | Ready Cash            | Peter Untersteiner                | Peter Untersteiner                 | 2 200 m  | 1'13"2        |
| 2020                          | Oscar LA                         | Suède            | Ready Cash            | Joakim Lövgren                    | Joakim Lövgren                     | 2 200 m  | 1'14"         |
| Éditions labellisées Groupe 1 |                                  |                  |                       |                                   |                                    |          |               |
| 2019                          | Zarenne Fas                      | Italie           | Varenne               | Rikard Skoglund                   | Jerry Riordan                      | 2 200 m  | 1'12"2        |
| 2018                          | Hesiod                           | Suède            | Explosive Matter      | Ulf Ohlsson                       | Petri Salmela                      | 2 200 m  | 1'12"1        |
| 2017                          | Diamanten                        | Suède            | Adrian Chip           | Kim Eriksson                      | Robert Bergh                       | 2 200 m  | 1'12"         |
| 2016                          | Cruzado de la Noche              | États-Unis       | Muscle Massive        | Per Linderoth                     | Stefan Melander                    | 1 680 m  | 1'11"5        |
| 2015                          | Exodus Hanover                   | États-Unis       | Andover Hall          | Kenneth Haugstad                  | Roger Walmann                      | 1 680 m  | 1'11"8        |
| 2014                          | Riff Kronos                      | Italie           | Dream Vacation        | Veijo Hesikanen                   | Veijo Hesikanen                    | 2 720 m  | 1'12"7        |
| 2013                          | Dreams Take Time                 | Suède            | Andover Andover       | Johnny Takter                     | Lars I. Nilsson                    | 2 720 m  | 1'14"         |
| 2012                          | On Track Piraten                 | Suède            | Kool du Caux          | Jos Verbeeck                      | Hans R. Strömberg                  | 2 720 m  | 1'13"4        |
| 2011                          | Tamla Celeber                    | Suède            | Cantab Hall           | Örjan Kihlström                   | Roger Walmann                      | 2 720 m  | 1'14"5        |
| 2010                          | Zorba Oldeson                    | Pays-Bas         | Love You              | Rob de Vlieger                    | Rob de Vlieger                     | 2 000 m  | 1'14"1        |
| 2009                          | Nu Pagadi                        | Allemagne        | Love You              | Erik Adielsson                    | Stig H. Johansson                  | 2 000 m  | 1'13"6        |
| 2005-2008 : pas de course     |                                  |                  |                       |                                   |                                    |          |               |
| 2004                          | Atoll Plage                      | Allemagne        | Toss Out              | Arnold Mollema                    | Arnold Mollema                     | 2 000 m  | 1'14"6        |
| 2003                          | Lets Go                          | Allemagne        | Aristote              | Helmut Biendl                     | Helmut Biendl                      | 2 000 m  | 1'14"4        |
| 2002                          | Oscar Schindler SL               | Allemagne        | Bosphorus             | Heinz Wewering                    | Heinz Wewering                     | 2 000 m  | 1'14"4        |
| 2001                          | Freiherr As                      | Allemagne        | Diamond Way           | Ulrich Schnieder                  | Ulrich Schnieder                   | 2 000 m  | 1'15"4        |
| 2000                          | Park Joe                         | Allemagne        | Park Avenue Joe       | Ulrich Schnieder                  | Ulrich Schnieder                   | 2 000 m  | 1'15"2        |
| 1999                          | Cosmic Ride                      | Allemagne        | Express Ride          | Tuomas Korvenoja                  | Tuomas Korvenoja                   | 2 000 m  | 1'15"5        |
| 1998                          | Francis Diamond                  | Allemagne        | Joie de Vie           | Gerhard Biendl                    | Gerhard Biendl                     | 2 000 m  | 1'15"4        |
| 1997                          | General November                 | Allemagne        | Valley Victory        | Pekka Korpi                       | Veijo Kivioja                      | 2 000 m  | 1'14"1        |
| 1996                          | Mayfair                          | Allemagne        | Grimaldi              | Jos Verbeeck                      | Carsten Heitmann                   | 2 000 m  | 1'14"9        |
| 1995                          | Deegie                           | Allemagne        | Graf Zepplin          | Oliver Wewering                   |                                    | 2 000 m  | 1'17"8        |
| 1994                          | Cremona                          | Allemagne        | Gridiron Lad          | Heinz Wewering                    |                                    | 2 000 m  | 1'15"8        |
| 1993                          | Rambo Corner                     | Allemagne        | Ifram                 | Willi Rode                        |                                    | 2 000 m  | 1'15"3        |